# Parlophone

Aktuelles Logo von Parlophone

Parlophone ist ein deutsch-britisches Plattenlabel, das heute zur Warner Music Group gehört.

## Unternehmensgeschichte

Ein großer Verkaufserfolg der Schellackzeit war die Auskopplung von Lilian Harveys „Das gibt’s nur einmal“ aus dem Film „Der Kongreß tanzt“ von 1931.

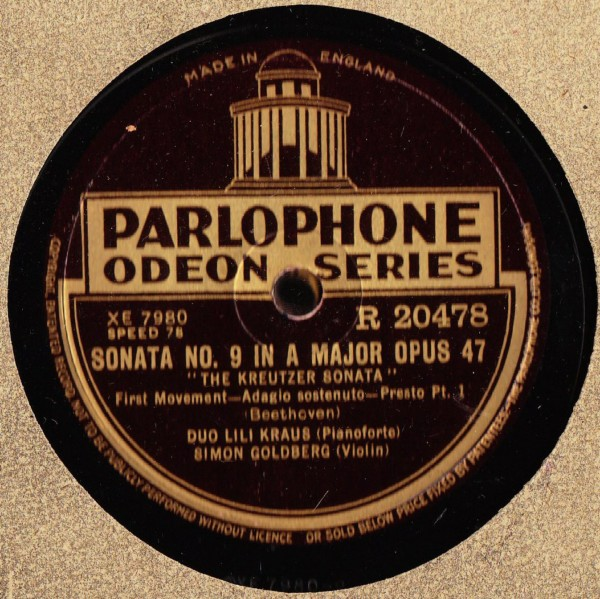
Kreutzer Sonate mit Lili Kraus und Simon Goldberg 1936 bei Parlophone Odeon

Parlophon war ein Plattenlabel der deutschen Carl Lindström AG. Anfang des 20. Jahrhunderts begann der gebürtige Schwede Lindström in Berlin mit der Herstellung von Grammophonen und Schallplatten unter dem Markennamen Parlophon. Parlophon war die Stammmarke des Unternehmens, das rasch expandierte.
Später kaufte Lindström weitere Labels hinzu, darunter Odeon, das dann in Deutschland zur Hauptmarke des Konzerns wurde. Für das Auslandsgeschäft hängte man in Frankreich und Großbritannien an den Namen Parlophon ein „e“ an, um ihn den Regeln der jeweiligen Sprache anzupassen. Das Warenzeichen von Parlophone war das „£“, welches nicht für das britische Pfund stand, sondern auf Lindström (im Ausland variiert zu Lindstrom) verwies. Dieses „£“, oder teilweise „L“, findet sich auf Schallplatten aller Marken aus dem Hause Lindström wieder.
Während des Ersten Weltkriegs verlagerte das transatlantisch operierende Unternehmen seinen Sitz in die Niederlande. 1927 erwarb das britische Unternehmen Columbia Graphophone Company die Carl Lindstrom Company und damit auch Parlophon.
1931 fusionierte Columbia dann mit der Gramophone Company zur EMI. Parlophone wurde damit ein Sublabel von EMI. Innerhalb der EMI Group veröffentlichte Parlophone vor allem Hörbücher. Dies änderte sich, als der junge A&R-Manager George Martin 1962 die Liverpooler Band The Beatles unter Vertrag nahm.
Im Jahr 2013 wurde Parlophone für 487 Millionen Pfund (567 Millionen Euro) von der Warner Music Group übernommen.

## Ausrichtung und Künstler
Seit der Zusammenarbeit mit den Beatles ist Parlophone, abgesehen von wenigen Ausnahmen wie den Pet Shop Boys, Kylie Minogue oder Conor Maynard, vor allem ein Label für Rockmusik und hat schwerpunktmäßig britische und australische Künstler im Repertoire. Das Label hat oder hatte u. a. folgende Künstler unter Vertrag:
- All Saints
- Babyshambles
- Bat for Lashes
- The Beatles
- Blink-182
- Blur
- The Chantelles
- Chiddy Bang
- The Church
- Coldplay
- The Divine Comedy
- Siobhán Donaghy
- Dubstar
- Duran Duran
- The Easybeats
- The Good, the Bad and the Queen
- Gorillaz
- David Guetta
- The Hollies
- Iron Maiden
- Jamelia
- Keen’V
- Beverley Knight
- Kraftwerk
- Lily Allen
- Marillion
- Conor Maynard
- Paul McCartney
- Kylie Minogue
- Morrissey
- Muse
- Pet Shop Boys
- Queen
- Radiohead
- Supergrass
- Tina Turner
- W.A.S.P.